# Cantonul Courrières
Cantonul Courrières este un canton din arondismentul Lens, departamentul Pas-de-Calais, regiunea Nord-Pas-de-Calais, Franța.

## Comune
| Comune     | Populație (1999) | Cod poștal | Cod INSEE |
| ---------- | ---------------- | ---------- | --------- |
| Courrières | 10 588           | 62710      | 62250     |
| Oignies    | 10 531           | 62590      | 62637     |